# تگین شاه

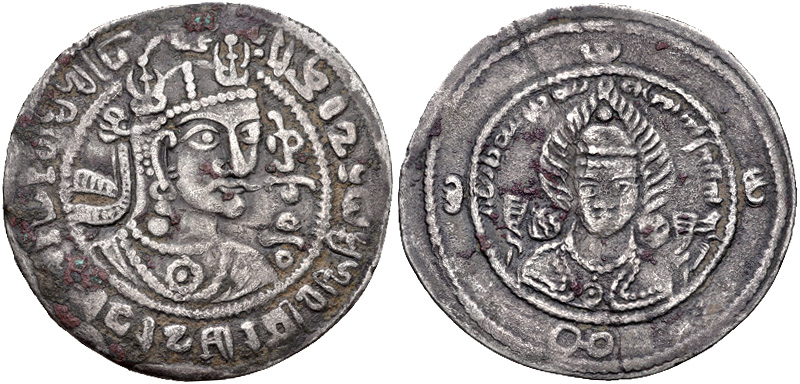
سکه تگین شاه در اواخر سلطنت او.
روبرو: تاجی با موی سر و طرح شیر. کتیبه براهمی در حوالی (از ساعت 11:00): sri-hitivira kharalava parame - svara sri sahi tiginadeva karita ("عالیجناب، ایلتوبار دو خلج، پرستش خدای متعال، عالیجناب پادشاه، خداوند متعال، تگین این سکه را ضرب کرده‌است")) در داخل آن، کتیبه باکتریان: σρι Ϸανο سری شاهو (عالیجناب پادشاه)
وارونه: پرتره خدای آتش ایرانی Adur. کتیبه پهلوی (از ساعت 12:00) hpt-hpt t '- tkyn' hwl's s'n MLKA ("تگین، پادشاه خراسان ، [سال] ۷۷). تاریخ مربوط به دوران پس از یزدگرد سوم است و مربوط به ۷۲۸ است. م.

تگین شاه (Tegin Shah) یا شاهی تگین فرزند برهاتگین (حکومت ۶۸۰–۷۳۹ م. نزد چینی‌ها معروف به عنوان «تگین شاه خراسان» 散 特勤 灑) یک پادشاه تُرک شاهی بود. کابلستان مرکز قلمرو تُرک‌شاهیان بود که در بعضی مواقع شامل زابلستان و گنداره بود. همزمان با سلطنت تگین شاه، برادرزاده‌اش زیبیل در زابلستان حکومت می‌کرد، وی علی‌رغم احترام به عمویش تگین شاه، حکومتی مستقل داشت. زائر بودایی کُره‌ای هویچائو در طول سفر خود از طریق سرزمین‌های جنوب هندوکش در حدود سال ۷۲۶ م برای مدتی در دربار شاه کابل اقامت داشت، که احتمالاً «تگین شاه خراسان» بوده‌است. مطابق نقل هویچائو، کابل و زابل توسط پادشاهان تُرک که بودایی بودند اداره می‌شدند و پادشاه کابل عموی حاکم زابل بود. تگین شاه خراسان در سنین بالا و مدتها قبل از ۷۳۸ از قدرت کنار رفت.
تُرک‌شاهان در طول حکومت خود در حال درگیری مداوم با گسترش خلافت عباسی به سمت شرق بود. در حدود سال ۶۵۰ م، اعراب از غرب به قلمرو شاهی حمله کردند و کابل را تصرف کردند. اما تُرک‌شاهی توانست با انجام یک ضد حمله و عقب راندن اعراب، مناطق کابل و زابلستان (اطراف غزنی) و همچنین منطقه آراچوسیا تا قندهار را پس بگیرد. عربها در ۶۹۷–۶۹۸ م مجدداً به آنها حمله کردند ولی نتوانستند کابل و زابلستان را تصرف کنند و فرمانده اعراب، یزید بن زیاد در این نبرد کشته شد.
ترک‌شاهیان سرانجام در اواخر قرن نهم میلادی در برابر اعراب ضعیف شدند. قندهار، کابل و زابل به دست اعراب فتح شدند، در حالی که در گنداره هندوشاهیان زمام امور را در دست گرفتند.
ابوریحان بیرونی برهمن شاهی‌ها و کسانی را که بیشتر از آنها از کابل به جنوب هندوکش سلطنت کرده‌اند را به دو دسته «ترک شاهی» و «هندو یا برهمن شاهی» تقسیم نموده‌است. شاعر و مورخ کشمیر «کلهنه» هندوشاهی یا برهمن شاهی‌ها را به لقب «شاهی» یاد نموده. منابع چینی در نیمهٔ دوم قرن ۷ و نیمهٔ اول قرن ۸ از شاهانی در گندهارا و کاپیسا حرف می‌زنند که کلمه «تگین» در نام آنها داخل است و مدققین آنها را جزء دودمان «تگین شاهی» حساب می‌کنند.

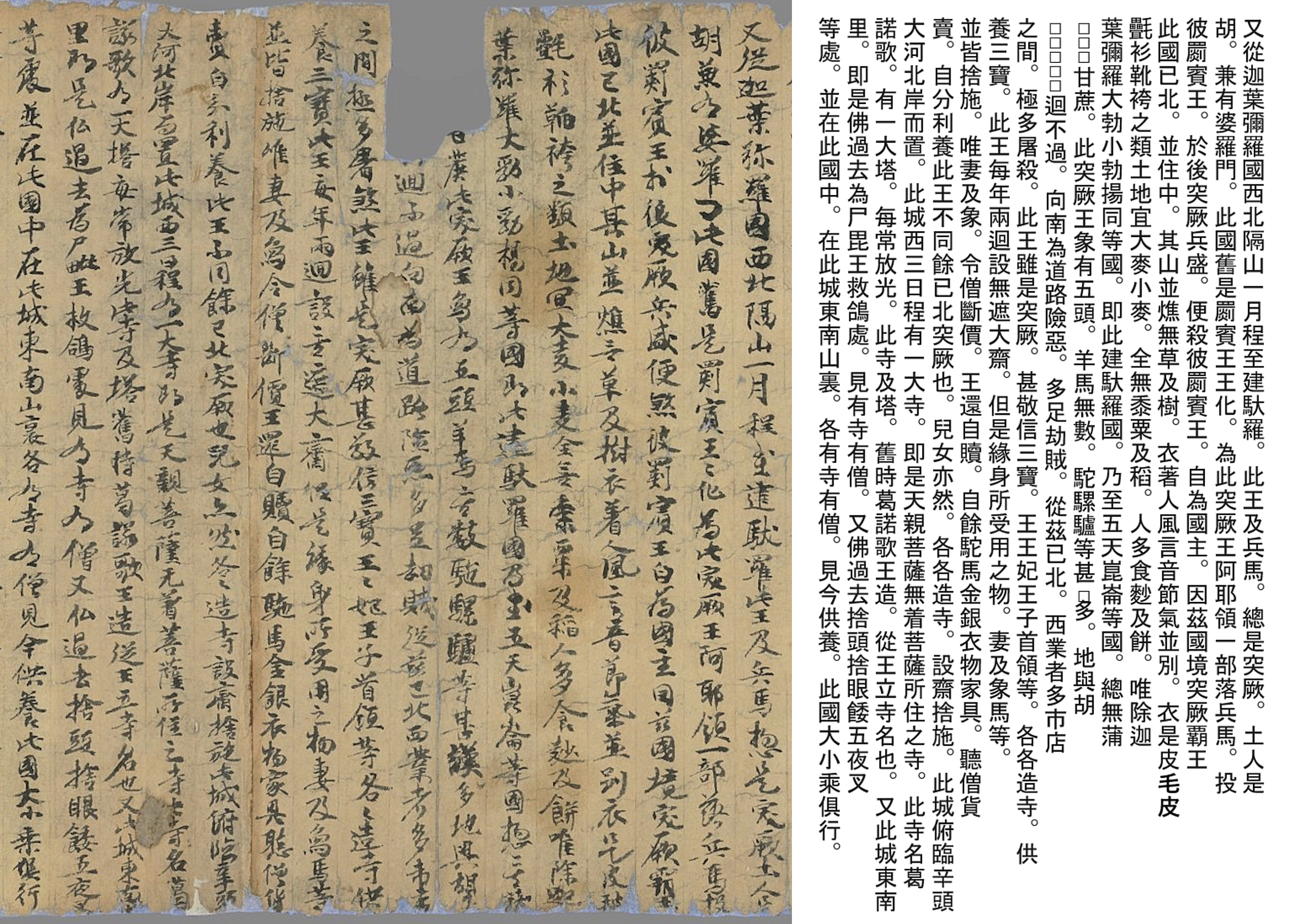
گزارش هوی چائو از بازدید خود از گنداره

در دوران سلطنت تگین‌شاه، یک زائر کُره‌ای به نام هوی چائو، در بازدید از منطقه گنداره در سال‌های ۷۲۳–۷۲۹ میلادی چنین بیان نموده که این مناطق توسط پادشاهان تُرک اداره می‌شدند:
" من به کشور گاندارا (建 馱 羅) رسیدم. پادشاه و پرسنل نظامی همه تُرک هستند. بومیان مردم هو هستند. همچنین در میانشان برهمن وجود دارد. این کشور قبلاً تحت سلطه پادشاه کاپیسا قرار داشت. (...) گرچه پادشاه تُرک است، اما بودا (سه جواهر) را بسیار باور و احترام می‌گذارد. پادشاه، همسر وی، شاهزاده و روسا جداگانه صومعه می‌سازند و سه جواهر را عبادت می‌کنند (...) این شهر در کرانه شمالی رودخانه بزرگ سند ساخته شده‌است. با سه روز سفر از این شهر به غرب، یک صومعه بزرگ (...) وجود دارد به نام Kaniska. یک استوپای عالی وجود دارد که دائماً می‌درخشد. صومعه و استوپا توسط پادشاه سابق کانیسکا ساخته شده‌است، بنابراین صومعه به نام وی نامگذاری شده. "

## معنای نام
غیاث الدین رامپوری، تگین را به معنای پهلوان دانسته و در پاورقی تکین هم آن را نام عمومی ترکان که در ترکیب اسماء به فتح اول می‌آید، عنوان کرده‌است. دهخدا هم تگین را واژه ای ترکی و به معنای خوش‌ترکیب و زیباشکل دانسته و گفته‌است از القاب امرای ترک، همچون البتکین و سبکتکین، بوده‌است. هم چنین وی آتش، حوض و خرد را از معانی آن ذکر کرده‌است.

## سکه‌شناسی
«تگین شاه خراسان» در سنین پیری در سال ۷۳۸ میلادی، تاج و تخت را رها کرد و به امپراتور چین پیشنهاد داد تا پسرش فولین جیپو (Phrom Kesar) را به عنوان جانشین خود منصوب کند.
سکه‌های این دوره جهات مختلف توسعه را نشان می‌دهد که از یک سو ریشه در نوع‌شناسی قدیمی سکه‌های نزاک دارد و از سوی دیگر به‌طور فزاینده‌ای عناصر سبک سکه‌های ساسانی را دوباره در خود جای می‌دهد و تمایل به استفاده از زبان پهلوی برای کتیبه‌های آنها رانمایان می‌سازد. علاوه بر این، می‌توان تأثیرات مربوط به سکه‌های والیان عرب را در این آثار مشاهده کرد.
علیرغم دوره پنجاه ساله سلطنت «تگین شاه خراسان» فقط چند نوع سکه را می‌توان با اطمینان به او نسبت داد. همچنین نمی‌توان این واقعیت را بی‌اعتبار کرد که دیگر حاکمان تابع در طی جنگ مداوم دفاعی علیه اعراب سکه ضرب کرده‌اند. ضرابخانه‌ها را نیز نمی‌توان با قطعیت محلی سازی کرد و اغلب نمی‌توان نوع سکه را در شمال یا جنوب هندوکش ضرب کرد.
دو سکه تاریخ‌دار، یکی سال ۷۰۲ و دیگری در ۷۰۹ یا ۷۲۸، برای ترتیب زمانی این سکه از اهمیت فوق‌العاده‌ای برخوردار است. کتیبه آنها بدون شک آنها را به «تگین شاه خراسان» نسبت می‌دهد.
پشت بعضی از سکه‌ها همچنان متأثر از محراب آتش ساسانیان است، اما با اضافه شدن جدید تصویر خدایی در شعله نیم، که به عنوان خدای آتش ایرانی یا شخصیتی از جلال سلطنتی الهی تعبیر شده‌است. این نوع سکه در زابلستان نیز یافت می‌شود و اولین بار توسط پادشاه ساسانیان خسرو دوم برای مجموعه‌ای از مسائل خاص استفاده شد.

روی بعض سکه‌ها تصویر پادشاه را با تاج سر گاو نر بال دار نزاک نشان می‌دهد. عکس آن، با یک محراب آتش، مستقیماً به مدل‌های ساسانی متصل می‌شود. افسانه‌ها به‌طور مداوم در پهلوی وجود دارد، گرچه بیشتر آنها دیگر قابل خواندن نیستند. در یک شماره به وضوح عنوان "Yabgu of the Bactrians" ذکر شده‌است (شماره ۸). تمغای نوشته شده در هلال ماه قابل توجه است. اگرچه به عنوان تزئین لبه مشاهده می‌شود، اما در هر صورت فقط در سکه‌های ضرب شده در جنوب هندوکش یافت می‌شود.

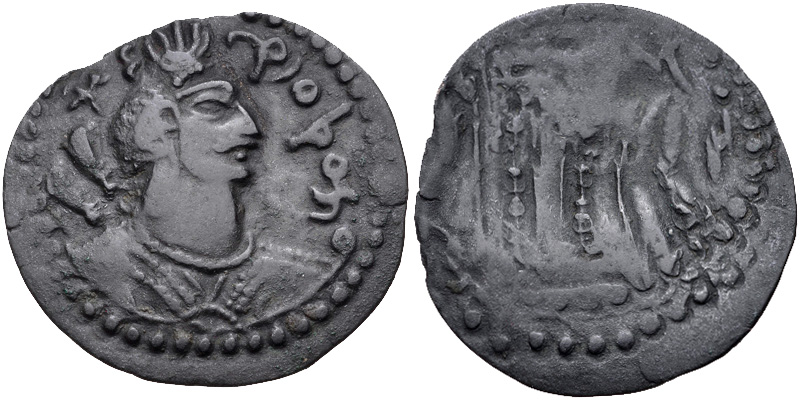
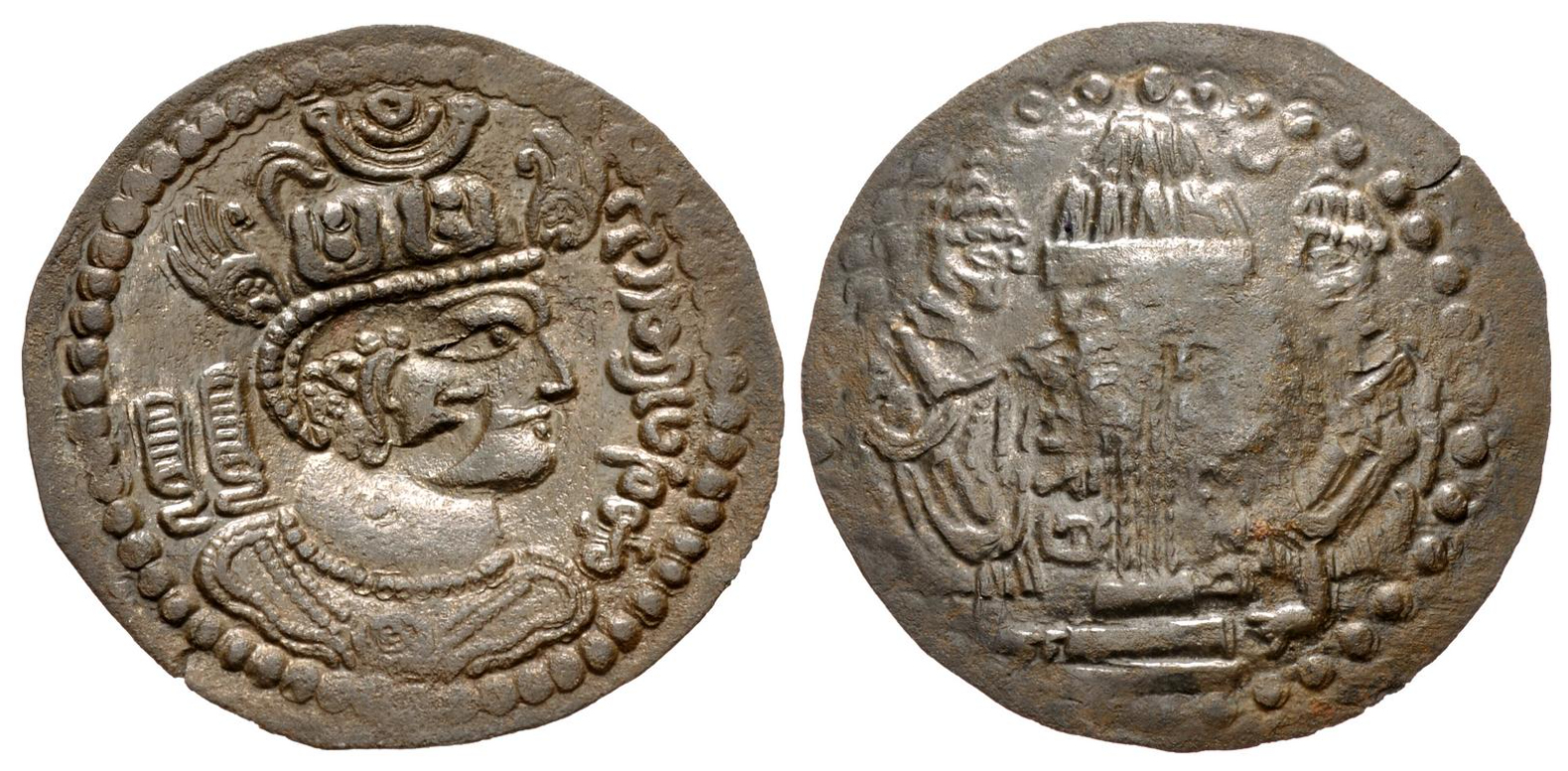
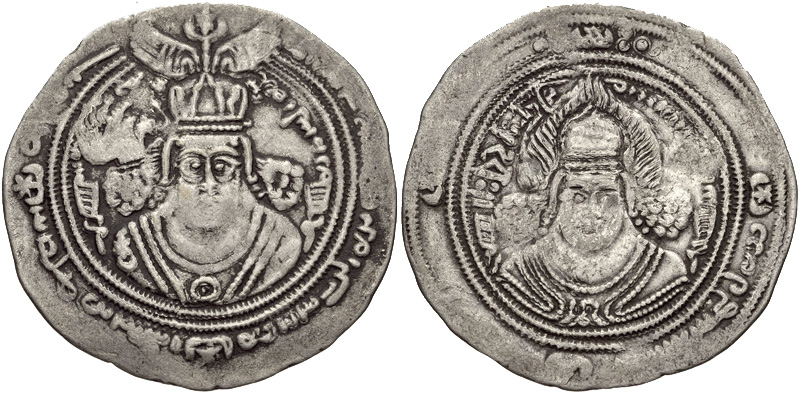